# Chronospezies
Als Chronospezies (altgriechisch χρόνος chronos, deutsch ‚Zeit‘, lateinisch species ‚Art‘) bezeichnet man ein Taxon in der Paläontologie angelehnt an die biologische Art, im Einklang seines Auftretens in der geologischen Zeitskala.
Generell ordnet man verschiedene Fossilien verschiedenen Chronospezies zu, wenn sie unterschiedlich alt sind und sich hinreichend in ihren Merkmalen unterscheiden. Der Begriff ist also subjektiver als der biologische Artbegriff für Eukaryoten.
Die Unterteilung einer Entwicklungslinie (z. B. von Ammoniten) in verschiedene Chronospezies ist problematisch, da bei guter Fundlage sehr viele Fossilien zur Verfügung stehen, die sich meist nur graduell voneinander unterscheiden, wenn sie in benachbarten Schichten gefunden wurden. Betrachtet man jedoch Fossilien aus dieser Entwicklungslinie, die einen größeren geologischen Zeitunterschied aufweisen, so unterscheiden sie sich so stark, dass man klare Merkmaldifferenzen hat und sie eindeutig verschiedenen Arten zuordnen kann.
Diese Problematik hängt eng mit der Artbildung im Verlauf der Evolution zusammen. Generell äußern sich viele Mutationen nur in kleineren morphologischen Abweichungen. Es dauert also viele Generationen, bis sich das Erbgut soweit verändert hat, dass die Summe der Änderungen (untersuchbar z. B. durch Sequenzierung von DNA und RNA) den Unterschieden zweier verwandter allopatrisch gebildeter biologischer Arten entspricht.